# Castell de Milmanda
El castell de Milmanda és una edificació del terme municipal de Vimbodí i Poblet, a la Conca de Barberà. Està situat per sobre d'uns assentaments primitius ibers, grecofenicis i romans. Sempre ha estat un castell palau i mai no va tenir gaire importància estratègica com a castell defensiu o de «marca» perquè els darrers reductes sarraïns, ben propers, de les muntanyes de Prades i Siurana van ser conquerits l'any 1153.

## Ubicació

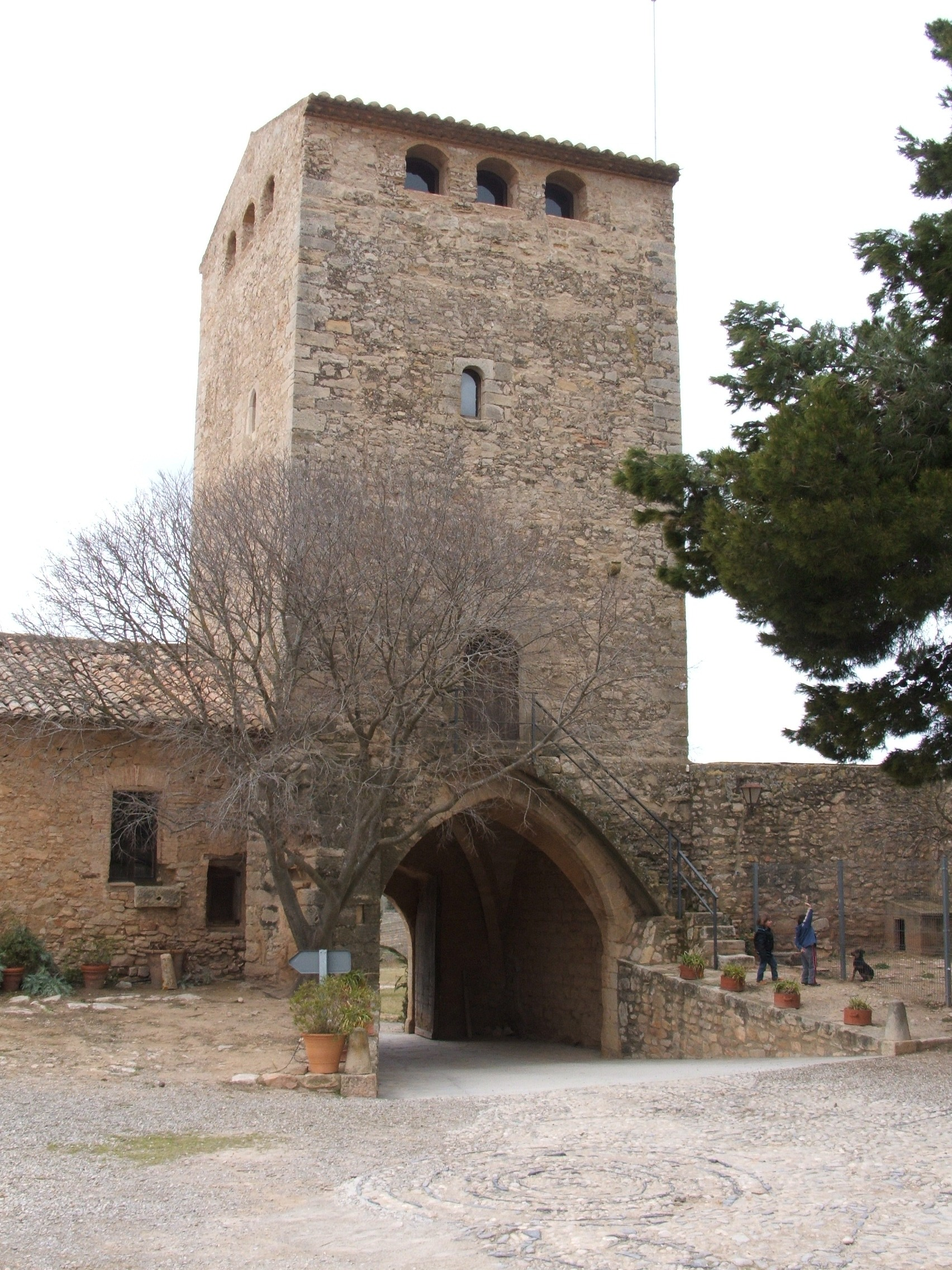
Portal del castell (febrer de 2009)

Es troba a només 2 quilòmetres de Poblet arran del Francolí i en una zona planera emplaçada entre les poblacions de Vimbodí i L'Espluga de Francolí.

## Història del conjunt
La primera referència documental de la fortalesa de Milmanda és de l'any 1148 (o 1149), en què Guerau de Granyena i la seva muller Sança el donaren en castlania a Arnau de Montpaó i la seva muller Lloreta amb tots els seus termes i drets i la facultat de poblar-lo. El 1163 aquest castell passà a mans dels monjos del monestir de Santa Maria de Poblet els quals hi bastiren una granja, documentada el 1172. Aquesta propietat fou confirmada pel rei Jaume I l'any 1272. Posteriorment, els abats van ordenar reedificar-lo i ampliar-lo en diverses ocasions (1316-1348 i 1564-83). Entre els anys 1316 i 1348, durant el període abacial de l'abat Ponç de Copons, es bastí la torre de defensa de l'entrada. A principis del segle xvii l'abat Felip Genovès el convertí en un casal residencial amb capella, àmplies sales i una galeria amb arcs.
Després de la desamortització restà abandonat i s'anà enrunant fins que arribat el segle XX l'empresa de vins Torres adquirí el castell i les seves terres fent que avui es pugui visitar. Les terres que rodegen el castell estan plenes de vinyes amb les quals Torres produeix vi blanc.